# Lisbeth Grönfeldt Bergman
Lisbeth Grönfeldt Bergman (Gotemburgo,  20 de septiembre de 1948) es una política sueca del Partido Moderado. 
Su nombre completo es Lisbeth Ingrid Kristina Grönfeldt Bergman, nació en la parroquia de Karl Johan en Gotemburgo, Ha sido concejal en Gotemburgo por el partido Partido Moderado, ejerció como miembro del Parlamento Europeo de 2000 a 2004 y diputada del Parlamento Sueco de 2006 a 2010, elegida por el distrito electoral del municipio de Gotemburgo.
En el Parlamento Sueco, fue miembro de la delegación sueca del Consejo Nórdico y del Comité de Transporte de 2006 a 2010. También fue suplente en el Comité de Mercado Laboral y en el Comité de Transporte.